# Blue Monday
«Blue Monday» (с англ. — «Грустный понедельник») — песня британской рок-группы New Order, выпущенная отдельным синглом в 1983 году. В 1988-м и 1995 годах песня вышла в новых ремиксах. Оригинальный сингл «Blue Monday» занял 9-е место в британском хит-параде (при выпуске второго тиража), став таким образом первым крупным хитом группы. Ремикс 1988 года занял 3-е место в британском хит-параде и 1-е место в американском танцевальном хит-параде. Ремикс 1995 года занял 17-е место в британском хит-параде.
На песню выходило множество ремиксов и кавер-версий после выхода оригинальной версии; она стала популярной в среде танцевальной музыки.

## История создания
Имея длительность в 7 минут 23 секунды, «Blue Monday» стала одной из самых длинных песен, когда-либо попадавших в британские хит-парады. Несмотря на хорошие показатели продаж, сингл не имел право на статус «золотого», потому что Factory Records не являлась членом Британской ассоциации производителей фонограмм. Тем не менее, по данным UK Singles Chart, количество продаж «Blue Monday» достигло отметки в один миллион. В списке 100 самых продаваемых синглов Великобритании «Blue Monday» занял 76-е место.
Это была 7-минутная конструкция с упругим ритмом в стиле диско, сгенерированным драм-машиной, и всего двумя «живыми» звуками (шестиструнная бас-гитара Хука и безучастный голос Самнера); всё остальное пространство было заполнено секвенсорами и синтезаторами. Песня начинается с особенного шестнадцатеричного ударного вступления, программируемого на драм-машине Oberheim DMX. Мелодия синтезатора немного не синхронизирована с ритмом. Дело в том, что клавишница Джиллиан Гилберт при программировании секвенсора мелодии, вводя ноты, ошиблась, поэтому мелодия выбилась из общего ритма. Тем не менее группа считает этот факт счастливой случайностью. В куплетной части представлена фирменная пульсирующая синтезаторная басовая партия песни, сыгранная на Moog Source, на которую наложены партии бас-гитары Питера Хука. Басовая партия синтезатора была записана на самодельном секвенсоре Powertran, который смастерил Самнер у себя дома. «Blue Monday» — нетипичный хит, в нём нет стандартной структуры куплета и припева. После длинного вступления первый и второй куплеты идут рядом и отделяются от третьего куплета только короткой серией звуковых эффектов. За третьим куплетом следует короткая разбивка, которая ведёт к продолжительной коде.
Также очевидно, что песня развилась из другой ещё более жёсткой композиции — «586», — единолично спрограммированной Стивом Моррисом в 1982 году. По признанию самих музыкантов, на создание песни большое влияние оказали Kraftwerk, итало-диско и танцевальная музыка клубов Нью-Йорка. Песня существовала исключительно в формате 12-дюймового сингла на 45 оборотов (New Order отказались выпускать традиционную укороченную версию для радио на 7-дюймовых синглах, вынуждая, таким образом, диск-жокеев проигрывать все 7 с половиной минут песни).
«Blue Monday» добрался до 12-го, а при повторном выпуске через полгода до 9-го места; в общей сложности сингл не выходил из британского хит-парада 154 недели. В данном формате — 12 дюймов — сингл стал самым продаваемым в истории музыки: по всему миру разошлось более 3 миллионов экземпляров. Неожиданная популярность сингла вывела New Order на передовицы британских журналов.

## Дизайн обложки
Дизайн сингла символичен: это увеличенная модель гибкой 5,25-дюймовой дискеты, с соответствующими прорезями, сквозь которые проглядывала пластинка, подчёркивая, таким образом, окончательное превосходство компьютерных технологий в творчестве группы.

## Издания

### Blue Monday (оригинал 1983)
UK 12" — FAC73
1. «Blue Monday» — 7:29
2. «The Beach» — 7:19

PL 7" — Tonpress S-534
1. «Blue Monday» — 7:29
2. «Thieves Like Us» — 6:36

### Blue Monday 1988 (ремикс 1988)
Ремикс 1988 был создан при участии Куинси Джонса и впервые представлял укороченную версию песни (полная версия также была включена). Для новой версии «Blue Monday» New Order снялись в видеоклипе.
UK 7" — FAC73-7
1. «Blue Monday 1988» — 4:09
2. «Beach Buggy» — 4:18

US 7" — Qwest 7-27979
1. «Blue Monday 1988» (single mix) — 4:10
2. «Touched by the Hand of God» (single version) — 3:41

UK 12" — FAC73R
1. «Blue Monday 1988» (12" version) — 7:09
2. «Beach Buggy» — 6:52
3. «Blue Monday 1988» (7" version) — 4:09

US 12" — Qwest 0-20869
1. «Blue Monday 1988» (12" Mix) — 7:09
2. «Blue Monday 1988» (Dub) — 7:16
3. «Touched by the Hand of God» (Remix) — 7:02
4. «Touched by the Hand of God» (Dub) — 5:30

UK CD — FACD73R
1. «Blue Monday 1988» (12-inch) — 7:09
2. «Beach Buggy» (12-inch) — 6:52
3. «Blue Monday 1988» (7-inch) — 4:09

UK video CD — FACDV73R
1. «Blue Monday 1988» (12-inch) — 7:09
2. «Blue Monday 1988» (dub) — 7:18
3. «Blue Monday 1988» (7-inch) — 4:09
4. «Blue Monday 1988» (video) — 4:09

US cassette — Qwest 4-27979
1. «Blue Monday 1988» (single mix) — 4:10
2. «Touched by the Hand of God» (single version) — 3:41

Canadian cassette — Qwest 4-27979 — Q-west
1. «Blue Monday 1988» (12" mix) — 7:09
2. «Touched by the Hand of God» (single version) — 4:10
3. «Blue Monday 1988» (single version) — 4:10
4. «Blue Monday 1988» (Dub version) — 7:16

### Blue Monday-95 (ремикс 1995)
Заглавный ремикс 1995 года был сделан немецким техно-дуэтом Hardfloor. Именно эта версия вошла в вышедший тогда сборник ремиксов The Rest of New Order. На ремикс Hardfloor был сделан видеоклип.
UK 7" — NUO 7
1. «Blue Monday-95» (Hardfloor radio edit) — 4:16
2. «Blue Monday» (original radio edit) — 4:09 (Actually «Blue Monday 1988» (7-inch))

UK 12" — NUOX7
1. «Blue Monday-95» (Hardfloor Mix) — 8:34
2. «Blue Monday-95» (Andrea Mix) — 8:26
3. «Blue Monday-95» (Manuella Mix) — 7:31
4. «Blue Monday» (Original Mix) — 7:26

UK CD — NUOCD 7
1. «Blue Monday-95» (Hardfloor Mix) — 8:37
2. «Blue Monday» (Original Mix) — 7:26
3. «Blue Monday-95» (Manuella Mix) — 7:32
4. «Blue Monday-95» (Andrea Mix) — 8:28
5. «Blue Monday-95» (Plutone Mix) — 6:29

## Позиции в чартах
| Чарт (1983)                              | Высшая позиция |
| ---------------------------------------- | -------------- |
| Австрия (Ö3 Austria Top 40)              | 4              |
| Бельгия/Фландрия (Ultratop 50)           | 7              |
| Belgium (VRT Top 30 Flanders)            | 7              |
| France (SNEP)                            | 38             |
| Germany (Media Control Charts)           | 2              |
| Ireland (IRMA)                           | 1              |
| Нидерланды (Dutch Top 40)                | 3              |
| Новая Зеландия (Recorded Music NZ)       | 2              |
| Швейцария (Schweizer Hitparade)          | 10             |
| UK Indie Chart (Official Charts Company) | 1              |
| UK Singles (Official Charts Company)     | 9              |
| US Billboard Hot Dance Club Play         | 5              |

| Чарт (1984)                        | Высшая позиция |
| ---------------------------------- | -------------- |
| Новая Зеландия (Recorded Music NZ) | 9              |

| Чарт (1985)                        | Высшая позиция |
| ---------------------------------- | -------------- |
| Новая Зеландия (Recorded Music NZ) | 29             |

| Чарт (1988)                                      | Высшая позиция |
| ------------------------------------------------ | -------------- |
| Австралия (ARIA)                                 | 4              |
| Belgium (Ultratop 50 Flanders)                   | 14             |
| Belgium (VRT Top 30 Flanders)                    | 6              |
| ФРГ (GfK)                                        | 3              |
| Ireland (IRMA)                                   | 2              |
| Нидерланды (Dutch Top 40)                        | 5              |
| Нидерланды (Single Top 100)                      | 4              |
| New Zealand (RIANZ)                              | 1              |
| Switzerland (Schweizer Hitparade)                | 9              |
| UK Indie Chart (Official Charts Company)         | 1              |
| UK Singles (Official Charts Company)             | 3              |
| US Billboard Hot 100                             | 68             |
| US Billboard Hot Dance Club Play1                | 1              |
| US Billboard Hot Dance Music/Maxi-Singles Sales1 | 9              |

| Чарт (1995)                       | Высшая позиция |
| --------------------------------- | -------------- |
| Finland (Suomen virallinen lista) | 9              |
| Германия (GfK)                    | 54             |
| Ireland (IRMA)                    | 29             |
| Швеция (Sverigetopplistan)        | 38             |
| UK (Official Charts Company)      | 17             |

## Кавер-версия Orgy
Blue Monday — кавер-версия одноимённой песни New Order, записанная американской электроник-рок-группой Orgy. 14 декабря 1998 года лейблами Reprise Records, Warner Music и Elementree Records композиция была выпущена в качестве второго сингла с дебютного альбома Orgy Candyass.
Версия от Orgy стала международным хитом и обеспечила коллективу популярность. В первую очередь это было обусловлено тем, что песня имела звучание, в котором в необычной форме сочетались элементы танцевальной музыки, индастриала и хеви-метала. Снятый видеоклип также был популярен и часто транслировался на музыкальных каналах, в частности на MTV.
Трек часто исполнялся группой на концертах, особенно во время концертного тура в поддержку альбома Candyass. Orgy также играли «Blue Monday» на крупных фестивалях Family Values Tour 1998 и Ozzfest; это привело группу к большому успеху. Кавер-версия от Orgy несколько раз была использована в кинематографе. Так, например, песня вошла в саундтреки к фильмам «Недетское кино» и «Я всё ещё знаю, что вы сделали прошлым летом».
В целом, версия от Orgy получила положительные отзывы от критиков. По мнению редакции журнала Spin «Blue Monday» вызвала интерес к киберпанку, в то время как другие были уверены, что песня возродит новую волну.

### Список композиций
| №  | Название      | Микс          | Длительность |
| -- | ------------- | ------------- | ------------ |
| 1. | «Blue Monday» | Radio Edit    | 3:48         |
| 2. | «Blue Monday» | Album Version | 4:26         |
| 3. | «Blue Monday» | Club 69       | 8:45         |
| 4. | «Blue Monday» | Club 69 Dub   | 8:14         |
| 5. | «Blue Monday» | Optical Vocal | 6:33         |

| №  | Название      | Микс                 | Длительность |
| -- | ------------- | -------------------- | ------------ |
| 1. | «Blue Monday» | Single               | 4:29         |
| 2. | «Blue Monday» | Optical Vocal        | 6:40         |
| 3. | «Stitches»    | Green Velvet         | 6:13         |
| 4. | «Blue Monday» | Club 69              | 8:43         |
| 5. | «Blue Monday» | Club 69 Dub          | 8:13         |
| 6. | «Blue Monday» | Optical Instrumental | 6:41         |
| 7. | «Blue Monday» | DJ Dan Remix         | 9:32         |

### Позиции в чартах
| Чарт (1998—1999)                             | Наивысшая позиция |
| -------------------------------------------- | ----------------- |
| Австралия (ARIA)                             | 36                |
| Canadian Singles Chart                       | 5                 |
| Германия (GfK)                               | 83                |
| Новая Зеландия (Recorded Music NZ)           | 30                |
| Billboard Hot 100                            | 56                |
| Billboard Hot 100 Singles Sales              | 30                |
| Billboard Hot Dance Club Play                | 2                 |
| Billboard Hot Dance Music/Maxi-Singles Sales | 1                 |
| Billboard Hot Mainstream Rock Tracks         | 18                |
| Billboard Modern Rock Tracks                 | 4                 |
| Billboard Top 40 Mainstream                  | 32                |

### Участники записи
- Джей Гордон — основной вокал
- Райан Шак — гитара
- Амир Дерак — синтезаторная гитара, синтезатор, программинг
- Пейдж Хейли — бас-гитара
- Бобби Хьюитт — ударные
- Джош Абрахам — продюсирование